# Bedford HA

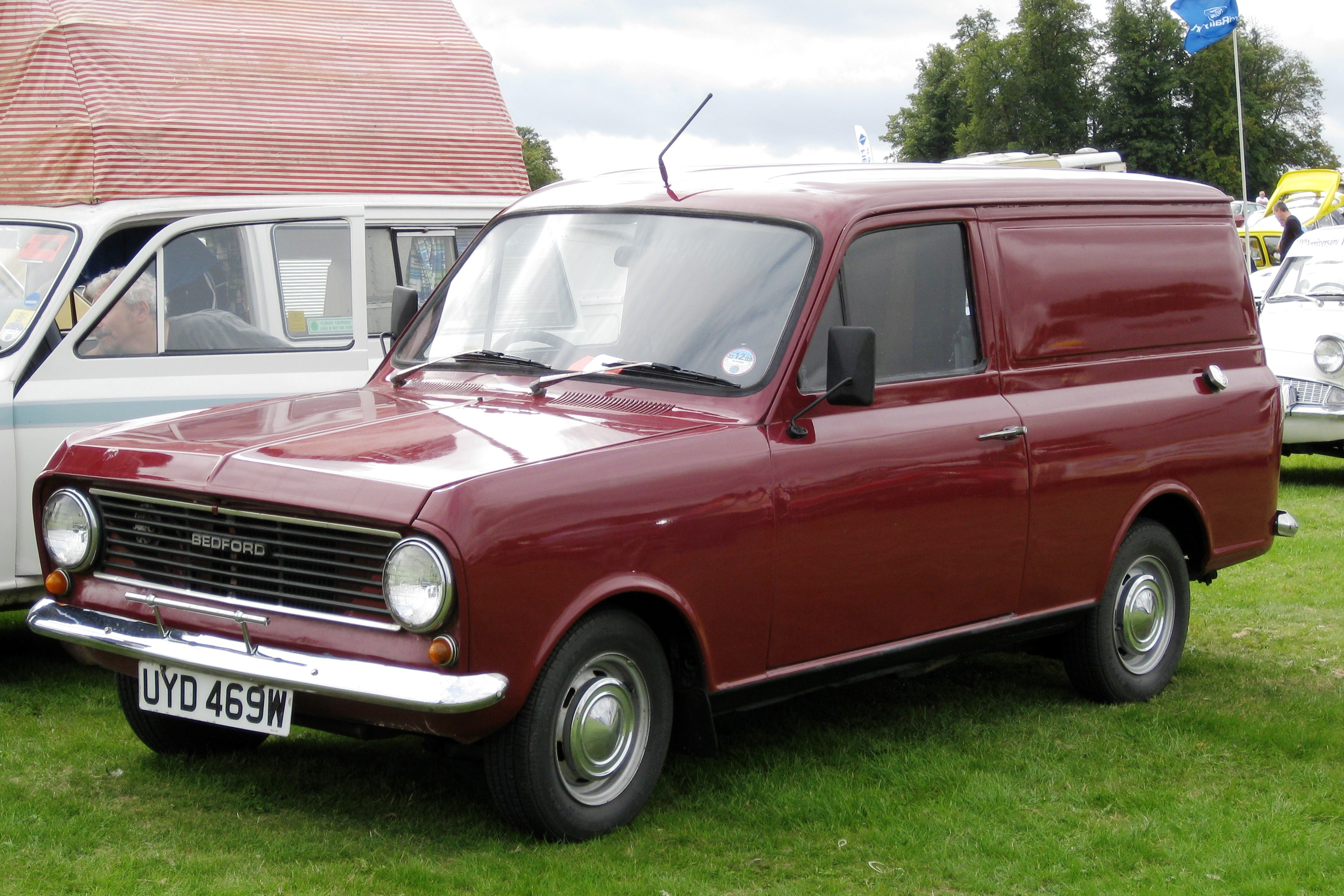
Bedford HA 110 (1981)

Der Bedford HA war ein kleiner Lieferwagen, den Bedford 1963 auf Basis des Vauxhall Viva HA herausbrachte. Die Kombiversion dieses Fahrzeuges hieß Beagle.

## Modellbeschreibung
Der Wagen war bei Versorgungsunternehmen in Großbritannien, wie beispielsweise der Post, Elektrizitätsversorgern, der British Telecom oder British Gas plc., sehr beliebt. Viele große Unternehmen wie D.E.R. oder Meals on Wheels (die britische Variante von Essen auf Rädern) hatten große Flotten.
Dieses Modell blieb 20 Jahre lang in Produktion, bis es 1983 durch den Bedford Astravan/Bedford Astramax ersetzt wurde. Die Viva-Limousinen wurden mehrfach überarbeitet, aber die Karosserie der HA-Lieferwagen blieb immer gleich. Allerdings gab es größere Motoren und andere Vergaser, parallel zu den Limousinenmodellen. Eine sehr seltene Pick-up-Version wurde den städtischen Betrieben und ähnlichen Käufern angeboten, war aber für den Privatkunden nicht erhältlich.

## Der Bedford HA in der Populärkultur
Im Film Beiderbecke Trilogy tauchte ein Bedford HA ebenso auf, wie in Serie 2 des Comedydramas Auf Wiedersehen, Pet.